# Adattamenti cinematografici e televisivi dei romanzi di Stephen King
Questo è l'elenco degli adattamenti cinematografici, film televisivi ed episodi di serie televisive tratti dai romanzi e racconti di Stephen King.

## Elenco
| Anno      | Film                                                                                     | Opera da cui è tratto                                                                             | Note                                                      |
| --------- | ---------------------------------------------------------------------------------------- | ------------------------------------------------------------------------------------------------- | --------------------------------------------------------- |
| 1976      | Carrie - Lo sguardo di Satana (Carrie)                                                   | Dal romanzo Carrie                                                                                |                                                           |
| 1979      | Gli ultimi giorni di Salem (Salem's Lot)                                                 | Dal romanzo Le notti di Salem                                                                     | Miniserie televisiva                                      |
| 1979      | Le notti di Salem (Salem's Lot)                                                          | Dal romanzo Le notti di Salem                                                                     | Versione cinematografica della miniserie                  |
| 1980      | Shining (The Shining)                                                                    | Dal romanzo Shining                                                                               |                                                           |
| 1982      | Creepshow (Creepshow)                                                                    | Dai racconti The Crate e The Weeds                                                                |                                                           |
| 1982      | The Boogeyman                                                                            | Dal racconto Il Baubau della raccolta A volte ritornano                                           | Cortometraggio                                            |
| 1983      | Cujo (Cujo)                                                                              | Dal romanzo Cujo                                                                                  |                                                           |
| 1983      | La zona morta (The Dead Zone)                                                            | Dal romanzo La zona morta                                                                         |                                                           |
| 1983      | Christine - La macchina infernale (Christine)                                            | Dal romanzo Christine. La macchina infernale                                                      |                                                           |
| 1983      | The Woman in the Room                                                                    | Dal racconto La donna nella stanza della raccolta A volte ritornano                               | Cortometraggio                                            |
| 1983      | I discepoli del corvo (Disciples of the Crow)                                            | Dal racconto I figli del grano della raccolta A volte ritornano                                   | Cortometraggio                                            |
| 1984      | Grano rosso sangue (Children of the Corn)                                                | Dal racconto I figli del grano della raccolta A volte ritornano                                   |                                                           |
| 1984      | Fenomeni paranormali incontrollabili (Firestarter)                                       | Dal romanzo L'incendiaria                                                                         |                                                           |
| 1984      | "The Word Processor of the Gods", episodio della serie Un salto nel buio                 | Dal racconto Il word processor degli dei della raccolta Scheletri                                 |                                                           |
| 1985      | L'occhio del gatto (Cat's Eye)                                                           | Dai racconti Quitters, Inc. e Il cornicione della raccolta A volte ritornano                      |                                                           |
| 1985      | Unico indizio la luna piena (Silver Bullet)                                              | Dal romanzo Unico indizio la luna piena                                                           |                                                           |
| 1986      | Srazhenie                                                                                | Dal racconto Campo di battaglia della raccolta A volte ritornano                                  | Cortometraggio                                            |
| 1986      | "La nonna", episodio della serie Ai confini della realtà                                 | Dal racconto La nonna della raccolta Scheletri                                                    |                                                           |
| 1986      | Brivido (Maximum Overdrive)                                                              | Dal racconto Il camion della raccolta A volte ritornano                                           |                                                           |
| 1986      | Stand by Me - Ricordo di un'estate (Stand by Me)                                         | Dal racconto Il corpo della raccolta Stagioni diverse                                             |                                                           |
| 1987      | The Lawnmower Man                                                                        | Dal racconto La falciatrice della raccolta A volte ritornano                                      | Cortometraggio                                            |
| 1987      | The Last Rung on the Ladder                                                              | Dal racconto L'ultimo piolo della raccolta A volte ritornano                                      | Cortometraggio                                            |
| 1987      | Apt Pupil                                                                                | Dal racconto Un ragazzo sveglio della raccolta Stagioni diverse                                   |                                                           |
| 1987      | I vampiri di Salem's Lot (A Return to Salem's Lot)                                       | Nessuno                                                                                           | Sequel di Le notti di Salem                               |
| 1987      | Creepshow 2 (Creepshow 2)                                                                | Dal racconto La zattera della raccolta Scheletri                                                  |                                                           |
| 1987      | L'implacabile (The Running Man)                                                          | Dal romanzo L'uomo in fuga                                                                        |                                                           |
| 1987      | "Sorry, Right Number", episodio della serie Un salto nel buio                            | Dal racconto Spiacente, è il numero giusto della raccolta Incubi & deliri                         |                                                           |
| 1989      | Cimitero vivente (Pet Sematary)                                                          | Dal romanzo Pet Sematary                                                                          |                                                           |
| 1990      | I delitti del gatto nero (Tales from the Darkside: The Movie)                            | Dal racconto Il gatto del diavolo della raccolta Al crepuscolo                                    |                                                           |
| 1990      | La creatura del cimitero (Graveyard Shift)                                               | Dal racconto Secondo turno di notte della raccolta A volte ritornano                              |                                                           |
| 1990      | It (Stephen King's It)                                                                   | Dal romanzo It                                                                                    | Miniserie televisiva                                      |
| 1990      | Misery non deve morire (Misery)                                                          | Dal romanzo Misery                                                                                |                                                           |
| 1991      | "The Moving Finger", episodio della serie Monsters                                       | Dal racconto Il dito della raccolta Incubi & deliri                                               |                                                           |
| 1991      | A volte ritornano (Sometimes They Come Back)                                             | Dal racconto A volte ritornano della raccolta A volte ritornano                                   | Film televisivo                                           |
| 1992      | Il tagliaerbe (The Lawnmower Man)                                                        | Dal racconto La falciatrice della raccolta A volte ritornano                                      |                                                           |
| 1992      | Grano rosso sangue II - Sacrificio finale (Children of the Corn II: The Final Sacrifice) | Nessuno                                                                                           | Sequel di Grano rosso sangue                              |
| 1993      | La metà oscura (The Dark Half)                                                           | Dal romanzo La metà oscura                                                                        |                                                           |
| 1993      | The Tommyknockers - Le creature del buio (The Tommyknockers)                             | Dal romanzo Le creature del buio                                                                  | Miniserie televisiva                                      |
| 1993      | Cose preziose (Needful Things)                                                           | Dal romanzo Cose preziose                                                                         |                                                           |
| 1994      | L'ombra dello scorpione (The Stand)                                                      | Dal romanzo L'ombra dello scorpione                                                               | Miniserie televisiva                                      |
| 1994      | Le ali della libertà (The Shawshank Redemption)                                          | Dal racconto Rita Hayworth e la redenzione di Shawshank della raccolta Stagioni diverse           |                                                           |
| 1995      | Grano rosso sangue 3 (Children of the Corn III: Urban Harvest)                           | Nessuno                                                                                           | Sequel di Grano rosso sangue                              |
| 1995      | The Mangler - La macchina infernale (The Mangler)                                        | Dal racconto Il compressore della raccolta A volte ritornano                                      |                                                           |
| 1995      | L'ultima eclissi (Dolores Claiborne)                                                     | Dal romanzo Dolores Claiborne                                                                     |                                                           |
| 1995      | I Langolieri (The Langoliers)                                                            | Dal racconto I langolieri della raccolta Quattro dopo mezzanotte                                  | Miniserie televisiva                                      |
| 1996      | A volte ritornano ancora (Sometimes They Come Back... Again)                             | Nessuno                                                                                           | Sequel di A volte ritornano                               |
| 1996      | A volte ritornano ancora (Sometimes They Come Back... Again)                             | Nessuno                                                                                           | Uscito in home video                                      |
| 1996      | Inferno a Grand Island (Children of the Corn IV: The Gathering)                          | Nessuno                                                                                           | Sequel di Grano rosso sangue                              |
| 1996      | Inferno a Grand Island (Children of the Corn IV: The Gathering)                          | Nessuno                                                                                           | Uscito in home video                                      |
| 1996      | L'occhio del male (Thinner)                                                              | Dal romanzo L'occhio del male                                                                     |                                                           |
| 1996      | The Man Who Loved Flowers                                                                | Dal racconto L'uomo che amava i fiori della raccolta A volte ritornano                            | Cortometraggio                                            |
| 1997      | I racconti di Quicksilver (Quicksilver Highway)                                          | Dal racconto Denti Chiacchierini della raccolta Incubi & deliri                                   | Film televisivo                                           |
| 1997      | Shining (Stephen King's Shining)                                                         | Dal romanzo Shining                                                                               | Miniserie televisiva                                      |
| 1997      | "The Revelations of 'Becka Paulson", episodio della serie Oltre i limiti                 | Dal racconto Le rivelazioni di 'Becka Paulson della raccolta Se mi tocchi ho un brivido           |                                                           |
| 1997      | Trucks - Trasporto infernale (Trucks)                                                    | Dal racconto Camion della raccolta A volte ritornano                                              | Film televisivo                                           |
| 1997      | The Night Flier (The Night Flier)                                                        | Dal racconto Il Volatore Notturno della raccolta Incubi & deliri                                  |                                                           |
| 1998      | Gli adoratori del male (Children of the Corn V: Fields of Terror)                        | Nessuno                                                                                           | Sequel di Grano rosso sangue                              |
| 1998      | Gli adoratori del male (Children of the Corn V: Fields of Terror)                        | Nessuno                                                                                           | Uscito in home video                                      |
| 1998      | L'allievo (Apt Pupil)                                                                    | Dal racconto Un ragazzo sveglio della raccolta Stagioni diverse                                   |                                                           |
| 1998      | Stazione Erebus (Sometimes They Come Back... for More)                                   | Nessuno                                                                                           | Sequel di A volte ritornano                               |
| 1998      | Stazione Erebus (Sometimes They Come Back... for More)                                   | Nessuno                                                                                           | Uscito in home video                                      |
| 1999      | La tempesta del secolo (Storm of the Century)                                            | Nessuno                                                                                           | Miniserie televisiva                                      |
| 1999      | Carrie 2 - La furia (The Rage: Carrie 2)                                                 | Nessuno                                                                                           | Sequel di Carrie - Lo sguardo di Satana                   |
| 1999      | Children of the Corn 666: Il ritorno di Isaac (Children of the Corn 666: Isaac's Return) | Nessuno                                                                                           | Sequel di Grano rosso sangue                              |
| 1999      | Children of the Corn 666: Il ritorno di Isaac (Children of the Corn 666: Isaac's Return) | Nessuno                                                                                           | Uscito in home video                                      |
| 1999      | Il miglio verde (The Green Mile)                                                         | Dal romanzo Il miglio verde                                                                       |                                                           |
| 2000      | Paranoid                                                                                 | Dal racconto Ode del paranoide della raccolta Scheletri                                           | Cortometraggio                                            |
| 2001      | Strawberry Spring                                                                        | Dal racconto Primavera da fragole della raccolta A volte ritornano                                | Cortometraggio                                            |
| 2001      | Cuori in Atlantide (Hearts in Atlantis)                                                  | Dal racconto Uomini bassi in soprabito giallo della raccolta Cuori in Atlantide                   |                                                           |
| 2001      | Children of the Corn: Revelation                                                         | Nessuno                                                                                           | Sequel di Grano rosso sangue                              |
| 2001      | Children of the Corn: Revelation                                                         | Nessuno                                                                                           | Uscito in home video                                      |
| 2002      | Rose Red (Stephen King's Rose Red)                                                       | Nessuno                                                                                           | Miniserie televisiva                                      |
| 2002      | L'incendiaria (Firestarter 2: Rekindled)                                                 | Nessuno                                                                                           | Sequel televisivo di Fenomeni paranormali incontrollabili |
| 2002      | Night Surf                                                                               | Dal racconto Risacca notturna della raccolta A volte ritornano                                    | Cortometraggio                                            |
| 2002      | Carrie (Carrie)                                                                          | Dal romanzo Carrie                                                                                | Film televisivo                                           |
| 2002      | Rainy Season                                                                             | Dal racconto La stagione delle piogge della raccolta Incubi & deliri                              | Cortometraggio                                            |
| 2002-2007 | The Dead Zone (The Dead Zone)                                                            | Dal romanzo La zona morta                                                                         | Serie televisiva                                          |
| 2003      | L'acchiappasogni (Dreamcatcher)                                                          | Dal romanzo L'acchiappasogni                                                                      |                                                           |
| 2003      | Autopsy Room Four                                                                        | Dal racconto Autopsia 4 della raccolta Tutto è fatidico                                           | Cortometraggio                                            |
| 2003      | Il diario di Ellen Rimbauer (The Diary of Ellen Rimbauer)                                | Dal romanzo Il diario di Ellen Rimbauer - La mia vita a Rose Red di Joyce Reardon                 | Film televisivo                                           |
| 2004      | Secret Window (Secret Window)                                                            | Dal racconto Finestra segreta, giardino segreto della raccolta Quattro dopo mezzanotte            |                                                           |
| 2004      | The Man in the Black Suit                                                                | Dal racconto L'uomo vestito di nero della raccolta Tutto è fatidico                               | Cortometraggio                                            |
| 2004      | The Road Virus Heads North                                                               | Dal racconto Il Virus della Strada va a nord della raccolta Tutto è fatidico                      | Cortometraggio                                            |
| 2004      | All That You Love                                                                        | Dal racconto Tutto ciò che ami ti sarà portato via della raccolta Tutto è fatidico                | Cortometraggio                                            |
| 2004      | Salem's Lot (Salem's Lot)                                                                | Dal romanzo Le notti di Salem                                                                     |                                                           |
| 2004      | All That You Love Will Be Carried Away                                                   | Dal racconto Tutto ciò che ami ti sarà portato via della raccolta Tutto è fatidico                | Cortometraggio                                            |
| 2004      | Riding the Bullet (Riding the Bullet)                                                    | Dal racconto Riding the Bullet - Passaggio per il nulla della raccolta Tutto è fatidico           |                                                           |
| 2005      | Luckey Quarter                                                                           | Dal racconto La moneta portafortuna della raccolta Tutto è fatidico                               | Cortometraggio                                            |
| 2005      | Sorry, Right Number                                                                      | Dal racconto Spiacente, è il numero giusto della raccolta Incubi & deliri                         | Cortometraggio                                            |
| 2005      | Home delivery: Servicio a domicilio                                                      | Dal racconto Parto in casa della raccolta Incubi & deliri                                         | Cortometraggio                                            |
| 2005      | Gotham Cafe                                                                              | Dal racconto Pranzo al "Gotham Cafe" della raccolta Tutto è fatidico                              | Cortometraggio                                            |
| 2005      | La femme dans la chambre                                                                 | Dal racconto La donna nella stanza della raccolta A volte ritornano                               | Cortometraggio                                            |
| 2005      | I Know What You Need                                                                     | Dal racconto So di che cosa hai bisogno della raccolta A volte ritornano                          | Cortometraggio                                            |
| 2006      | Umney's Last Case                                                                        | Dal racconto L'ultimo caso di Umney della raccolta Incubi & deliri                                | Cortometraggio                                            |
| 2006      | Desperation (Desperation)                                                                | Dal romanzo Desperation                                                                           | Film televisivo                                           |
| 2006      | Suffer the Little Children                                                               | Dal racconto Bambinate della raccolta Incubi & deliri                                             | Cortometraggio                                            |
| 2006      | "Campo di battaglia", episodio della serie Incubi e deliri                               | Dal racconto Campo di battaglia della raccolta A volte ritornano                                  |                                                           |
| 2006      | "Crouch End", episodio della serie Incubi e deliri                                       | Dal racconto Crouch End della raccolta Incubi & deliri                                            |                                                           |
| 2006      | "L'ultimo caso di Umney", episodio della serie Incubi e deliri                           | Dal racconto L'ultimo caso di Umney della raccolta Incubi & deliri                                |                                                           |
| 2006      | "La fine del gran casino", episodio della serie Incubi e deliri                          | Dal racconto La fine del gran casino della raccolta Incubi & deliri                               |                                                           |
| 2006      | "Il virus della strada va a nord", episodio della serie Incubi e deliri                  | Dal racconto Il Virus della Strada va a nord della raccolta Tutto è fatidico                      |                                                           |
| 2006      | "Il quinto quarto", episodio della serie Incubi e deliri                                 | Dal racconto Il quinto quarto della raccolta Incubi & deliri                                      |                                                           |
| 2006      | "Sala autopsia 4", episodio della serie Incubi e deliri                                  | Dal racconto Autopsia 4 della raccolta Tutto è fatidico                                           |                                                           |
| 2006      | "E hanno una band nell'altro mondo", episodio della serie Incubi e deliri                | Dal racconto E hanno una band dell'altro mondo della raccolta Incubi & deliri                     |                                                           |
| 2006      | Tyger                                                                                    | Dal racconto Tigri! della raccolta Scheletri                                                      | Cortometraggio                                            |
| 2006      | Popsy                                                                                    | Dal racconto Popsy della raccolta Incubi & deliri                                                 | Cortometraggio                                            |
| 2006      | Walking Ghost                                                                            | Dal romanzo L'ultimo cavaliere                                                                    | Cortometraggio                                            |
| 2007      | 1408 (1408)                                                                              | Dal racconto 1408 della raccolta Tutto è fatidico                                                 |                                                           |
| 2007      | Paul's Dream                                                                             | Dal racconto Il sogno di Harvey della raccolta Al crepuscolo                                      | Cortometraggio                                            |
| 2007      | El sueño de Harvey                                                                       | Dal racconto Il sogno di Harvey della raccolta Al crepuscolo                                      | Cortometraggio                                            |
| 2007      | The Mist (The Mist)                                                                      | Dal racconto La nebbia della raccolta Scheletri                                                   |                                                           |
| 2008      | The Talisman                                                                             | Dal romanzo Il talismano                                                                          | Cortometraggio                                            |
| 2008      | All That You Love                                                                        | Dal racconto Tutto ciò che ami ti sarà portato via della raccolta Tutto è fatidico                | Cortometraggio                                            |
| 2009      | The Man Who Would Not Shake Hands                                                        | Dal racconto L'uomo che non voleva stringere la mano della raccolta Scheletri                     | Cortometraggio                                            |
| 2009      | My Pretty Pony                                                                           | Dal racconto Il mio bel cavallino della raccolta Incubi & deliri                                  | Cortometraggio                                            |
| 2009      | In the Deathroom                                                                         | Dal racconto La camera della morte della raccolta Tutto è fatidico                                | Cortometraggio uscito in home video                       |
| 2009      | Dolan's Cadillac (Dolan's Cadillac)                                                      | Dal racconto La Cadillac di Dolan della raccolta Incubi & deliri                                  |                                                           |
| 2009      | Campi insanguinati (Children of the Corn)                                                | Dal racconto I figli del grano della raccolta A volte ritornano                                   | Film televisivo                                           |
| 2009      | Everything's Eventual                                                                    | Dal racconto Tutto è fatidico della raccolta Tutto è fatidico                                     |                                                           |
| 2009      | Popsy                                                                                    | Dal racconto Popsy della raccolta Incubi & deliri                                                 | Cortometraggio                                            |
| 2010      | Here There Be Tigers                                                                     | Dal racconto Tigri! della raccolta Scheletri                                                      | Cortometraggio                                            |
| 2010      | The Boogeyman                                                                            | Dal racconto Il Baubau della raccolta A volte ritornano                                           | Cortometraggio                                            |
| 2010      | Flowers for Norma                                                                        | Dal racconto L'uomo che amava i fiori della raccolta A volte ritornano                            | Cortometraggio                                            |
| 2010      | The Man Who Loved Flowers                                                                | Dal racconto L'uomo che amava i fiori della raccolta A volte ritornano                            | Cortometraggio                                            |
| 2010      | One for the Road                                                                         | Dal racconto Il bicchiere della staffa della raccolta A volte ritornano                           | Cortometraggio                                            |
| 2010      | Cain Rose Up                                                                             | Dal racconto Caino scatenato della raccolta Scheletri                                             | Cortometraggio                                            |
| 2010      | All That You Love Will Be Carried Away                                                   | Dal racconto Tutto ciò che ami ti sarà portato via della raccolta Tutto è fatidico                | Cortometraggio                                            |
| 2010      | Cain Rose Up                                                                             | Dal racconto Caino scatenato della raccolta Scheletri                                             | Cortometraggio                                            |
| 2010      | Hard Ride                                                                                | Dal racconto Cyclette della raccolta Al crepuscolo                                                | Cortometraggio d'animazione                               |
| 2010-2015 | Haven (Haven)                                                                            | Dal romanzo Colorado Kid                                                                          | Serie televisiva                                          |
| 2011      | Message from Jerusalem                                                                   | Dal racconto Jerusalem's Lot della raccolta A volte ritornano                                     | Cortometraggio                                            |
| 2011      | Harvey's Dream                                                                           | Dal racconto Il sogno di Harvey della raccolta Al crepuscolo                                      | Cortometraggio uscito in home video                       |
| 2011      | Mute                                                                                     | Dal racconto Muto della raccolta Al crepuscolo                                                    | Cortometraggio                                            |
| 2011      | Tussenstop                                                                               | Dal racconto Area di sosta della raccolta Al crepuscolo                                           | Cortometraggio                                            |
| 2011      | One for the Road                                                                         | Dal racconto Il bicchiere della staffa della raccolta A volte ritornano                           | Cortometraggio                                            |
| 2011      | Mucchio d'ossa (Bag of Bones)                                                            | Dal romanzo Mucchio d'ossa                                                                        | Miniserie televisiva                                      |
| 2011      | The Things They Left Behind                                                              | Dal racconto Le cose che hanno lasciato indietro della raccolta Al crepuscolo                     | Cortometraggio                                            |
| 2011      | That Feeling, You Can Only Say What It Is in French                                      | Dal racconto Quella sensazione che puoi dire soltanto in francese della raccolta Tutto è fatidico | Cortometraggio                                            |
| 2011      | Survivor Type                                                                            | Dal racconto L'arte di sopravvivere della raccolta Scheletri                                      | Cortometraggio                                            |
| 2011      | Mute                                                                                     | Dal racconto Muto della raccolta Al crepuscolo                                                    | Cortometraggio                                            |
| 2011      | In the Deathroom                                                                         | Dal racconto La camera della morte della raccolta Tutto è fatidico                                | Cortometraggio                                            |
| 2011      | Everything's Eventual                                                                    | Dal racconto Tutto è fatidico della raccolta Tutto è fatidico                                     | Cortometraggio                                            |
| 2012      | Mute                                                                                     | Dal racconto Muto della raccolta Al crepuscolo                                                    | Cortometraggio                                            |
| 2012      | Grey Matter                                                                              | Dal racconto Materia grigia della raccolta A volte ritornano                                      | Cortometraggio                                            |
| 2012      | Stephen King's The Boogeyman                                                             | Dal racconto Il Baubau della raccolta A volte ritornano                                           | Cortometraggio                                            |
| 2012      | The Man Who Loved Flowers                                                                | Dal racconto L'uomo che amava i fiori della raccolta A volte ritornano                            | Cortometraggio                                            |
| 2012      | Mute                                                                                     | Dal racconto Muto della raccolta Al crepuscolo                                                    | Cortometraggio                                            |
| 2012      | Maxwell Edison                                                                           | Dal racconto L'uomo che amava i fiori della raccolta A volte ritornano                            | Cortometraggio                                            |
| 2012      | Survivor Type                                                                            | Dal racconto L'arte di sopravvivere della raccolta Scheletri                                      | Cortometraggio                                            |
| 2012      | Willa: A Dollar Baby Film, Based on a Story by Stephen King                              | Dal racconto Willa della raccolta Al crepuscolo                                                   | Cortometraggio                                            |
| 2012      | Love Never Dies                                                                          | Dal racconto Nona della raccolta Scheletri                                                        | Cortometraggio                                            |
| 2012      | Willa                                                                                    | Dal racconto Willa della raccolta Al crepuscolo                                                   | Cortometraggio                                            |
| 2012      | The Reaper's Image                                                                       | Dal racconto L'immagine della Falciatrice della raccolta Scheletri                                | Cortometraggio                                            |
| 2012      | Popsy                                                                                    | Dal racconto Popsy della raccolta Incubi & deliri                                                 | Cortometraggio                                            |
| 2012      | Bike                                                                                     | Dal racconto Cyclette della raccolta Al crepuscolo                                                | Cortometraggio                                            |
| 2012      | A Very Tight Place                                                                       | Dal racconto Alle strette della raccolta Al crepuscolo                                            | Cortometraggio                                            |
| 2013      | The Reaper's Image                                                                       | Dal racconto L'immagine della Falciatrice della raccolta Scheletri                                | Cortometraggio                                            |
| 2013      | Here There May Be Tygers                                                                 | Dal racconto Tigri! della raccolta Scheletri                                                      | Cortometraggio                                            |
| 2013      | Cain Rose Up                                                                             | Dal racconto Caino scatenato della raccolta Scheletri                                             | Cortometraggio                                            |
| 2013      | Ayana                                                                                    | Dal racconto Ayana della raccolta Al crepuscolo                                                   | Cortometraggio                                            |
| 2013      | The Doctor's Case                                                                        | Dal racconto Il caso del dottore della raccolta Incubi & deliri                                   | Cortometraggio                                            |
| 2013      | The Boogeyman                                                                            | Dal racconto Il Baubau della raccolta A volte ritornano                                           | Cortometraggio                                            |
| 2013      | Lo sguardo di Satana - Carrie (Carrie)                                                   | Dal romanzo Carrie                                                                                |                                                           |
| 2013      | Survivor Type                                                                            | Dal racconto L'arte di sopravvivere della raccolta Scheletri                                      | Cortometraggio                                            |
| 2013      | In the Deathroom                                                                         | Dal racconto La camera della morte della raccolta Tutto è fatidico                                | Cortometraggio                                            |
| 2013-2015 | Under the Dome (Under the Dome)                                                          | Dal romanzo The Dome                                                                              | Serie televisiva                                          |
| 2014      | Mute                                                                                     | Dal racconto Muto della raccolta Al crepuscolo                                                    | Cortometraggio                                            |
| 2014      | Cain                                                                                     | Dal racconto Caino scatenato della raccolta Scheletri                                             | Cortometraggio                                            |
| 2014      | The Boogeyman                                                                            | Dal racconto Il Baubau della raccolta A volte ritornano                                           | Cortometraggio                                            |
| 2014      | The Boogeyman                                                                            | Dal racconto Il Baubau della raccolta A volte ritornano                                           |                                                           |
| 2014      | Big Driver                                                                               | Dal racconto Maxicamionista della raccolta Notte buia, niente stelle                              | Cortometraggio                                            |
| 2014      | A Good Marriage                                                                          | Dal racconto Un bel matrimonio della raccolta Notte buia, niente stelle                           |                                                           |
| 2014      | Mercy (Mercy)                                                                            | Dal racconto La nonna della raccolta Scheletri                                                    |                                                           |
| 2014      | Big Driver                                                                               | Dal racconto Maxicamionista della raccolta Notte buia, niente stelle                              | Film televisivo                                           |
| 2014      | Susannah's Lesson                                                                        | Dai romanzi della serie La torre nera                                                             | Cortometraggio                                            |
| 2014      | Popsy                                                                                    | Dal racconto Popsy della raccolta Incubi & deliri                                                 | Cortometraggio                                            |
| 2015      | The Man Who Loved Flowers                                                                | Dal racconto L'uomo che amava i fiori della raccolta A volte ritornano                            | Cortometraggio                                            |
| 2015      | Rest Stop                                                                                | Dal racconto Area di sosta della raccolta Al crepuscolo                                           | Cortometraggio                                            |
| 2015      | Harvey's Dream                                                                           | Dal racconto Il sogno di Harvey della raccolta Al crepuscolo                                      | Cortometraggio                                            |
| 2015      | Willa                                                                                    | Dal racconto Willa della raccolta Al crepuscolo                                                   | Cortometraggio                                            |
| 2015      | Beachworld                                                                               | Dal racconto Sabbiature della raccolta Scheletri                                                  | Cortometraggio                                            |
| 2015      | Night Surf                                                                               | Dal racconto Risacca notturna della raccolta A volte ritornano                                    | Cortometraggio                                            |
| 2015      | The Man Who Loved Flowers                                                                | Dal racconto L'uomo che amava i fiori della raccolta A volte ritornano                            | Cortometraggio                                            |
| 2015      | I Am the Doorway                                                                         | Dal racconto Io sono la porta della raccolta A volte ritornano                                    | Cortometraggio                                            |
| 2016      | Mute                                                                                     | Dal racconto Muto della raccolta Al crepuscolo                                                    | Cortometraggio                                            |
| 2016      | Harvey's Dream                                                                           | Dal racconto Il sogno di Harvey della raccolta Al crepuscolo                                      | Cortometraggio                                            |
| 2016      | Grey Matter                                                                              | Dal racconto Materia grigia della raccolta A volte ritornano                                      | Cortometraggio                                            |
| 2016      | 22.11.63 (11.22.63)                                                                      | Dal romanzo 22/11/'63                                                                             | Miniserie televisiva                                      |
| 2016      | Mute                                                                                     | Dal racconto Muto della raccolta Al crepuscolo                                                    | Cortometraggio                                            |
| 2016      | Nona                                                                                     | Dal racconto Nona della raccolta Scheletri                                                        | Cortometraggio                                            |
| 2016      | Cell (Cell)                                                                              | Dal romanzo Cell                                                                                  |                                                           |
| 2016      | Soba smrti                                                                               | Dal racconto La camera della morte della raccolta Tutto è fatidico                                | Cortometraggio                                            |
| 2016      | Mute                                                                                     | Dal racconto Muto della raccolta Al crepuscolo                                                    | Cortometraggio                                            |
| 2016      | Otto                                                                                     | Dal racconto Il camion dello zio Otto della raccolta Scheletri                                    | Cortometraggio                                            |
| 2016      | Strawberry Spring                                                                        | Dal racconto Primavera da fragole della raccolta A volte ritornano                                | Cortometraggio                                            |
| 2016      | Nona                                                                                     | Dal racconto Nona della raccolta Scheletri                                                        | Cortometraggio                                            |
| 2016      | Nona                                                                                     | Dal racconto Nona della raccolta Scheletri                                                        | Cortometraggio                                            |
| 2016      | I Am the Doorway                                                                         | Dal racconto Io sono la porta della raccolta A volte ritornano                                    | Cortometraggio                                            |
| 2016      | The Man Who Loved Flowers                                                                | Dal racconto L'uomo che amava i fiori della raccolta A volte ritornano                            | Cortometraggio                                            |
| 2016      | One for the Road                                                                         | Dal racconto Il bicchiere della staffa della raccolta A volte ritornano                           | Cortometraggio                                            |
| 2017      | Flowers                                                                                  | Dal racconto L'uomo che amava i fiori della raccolta A volte ritornano                            | Cortometraggio                                            |
| 2017      | Rainy Season                                                                             | Dal racconto La stagione delle piogge della raccolta Incubi & deliri                              | Cortometraggio                                            |
| 2017      | Pustite detey                                                                            | Dal racconto Bambinate della raccolta Incubi & deliri                                             | Cortometraggio                                            |
| 2017      | I Am the Doorway                                                                         | Dal racconto Io sono la porta della raccolta A volte ritornano                                    | Cortometraggio                                            |
| 2017      | Here There Be Tygers                                                                     | Dal racconto Tigri! della raccolta Scheletri                                                      | Cortometraggio                                            |
| 2017      | The Running Man Promo#1                                                                  | Dal romanzo L'uomo in fuga                                                                        | Cortometraggio uscito in home video                       |
| 2017      | The Things They Left Behind                                                              | Dal racconto Le cose che hanno lasciato indietro della raccolta Al crepuscolo                     | Cortometraggio                                            |
| 2017      | My Pretty Pony                                                                           | Dal racconto Il mio bel cavallino della raccolta Incubi & deliri                                  | Cortometraggio                                            |
| 2017      | In the Deathroom                                                                         | Dal racconto La camera della morte della raccolta Tutto è fatidico                                | Cortometraggio                                            |
| 2017      | Cain Rose Up                                                                             | Dal racconto Caino scatenato della raccolta Scheletri                                             |                                                           |
| 2017      | La torre nera (The Dark Tower)                                                           | Dai romanzi della serie La torre nera                                                             |                                                           |
| 2017      | La nebbia (The Mist)                                                                     | Dal romanzo La nebbia                                                                             | Serie televisiva                                          |
| 2017      | Popsy                                                                                    | Dal racconto Popsy della raccolta Incubi & deliri                                                 | Cortometraggio                                            |
| 2017      | It (It)                                                                                  | Dal romanzo It                                                                                    |                                                           |
| 2017      | Il gioco di Gerald (Gerald's Game)                                                       | Dal romanzo Il gioco di Gerald                                                                    |                                                           |
| 2017      | One for the Road                                                                         | Dal racconto Il bicchiere della staffa della raccolta A volte ritornano                           | Cortometraggio                                            |
| 2017      | 1922 (1922)                                                                              | Dal racconto 1922 della raccolta Notte buia, niente stelle                                        |                                                           |
| 2017      | The Milkman                                                                              | Dal racconto Consegne mattutine - Lattaio nr. 1 della raccolta Scheletri                          |                                                           |
| 2017      | My Pretty Pony                                                                           | Dal racconto Il mio bel cavallino della raccolta Incubi & deliri                                  | Cortometraggio                                            |
| 2017      | Dedication                                                                               | Dal racconto Dedica della raccolta Incubi & deliri                                                | Cortometraggio                                            |
| 2017      | All That You Love Will Be Carried Away                                                   | Dal racconto Tutto ciò che ami ti sarà portato via della raccolta Tutto è fatidico                | Cortometraggio                                            |
| 2017-2019 | Mr. Mercedes (Mr. Mercedes)                                                              | Dal romanzo Mr. Mercedes                                                                          | Serie televisiva                                          |
| 2018      | Mute                                                                                     | Dal racconto Muto della raccolta Al crepuscolo                                                    | Cortometraggio                                            |
| 2018      | The Doctor's Case                                                                        | Dal racconto Il caso del dottore della raccolta Incubi & deliri                                   |                                                           |
| 2018      | Rest Stop                                                                                | Dal racconto Area di sosta della raccolta Al crepuscolo                                           | Cortometraggio                                            |
| 2018      | The Man Who Loved Flowers                                                                | Dal racconto L'uomo che amava i fiori della raccolta A volte ritornano                            | Cortometraggio                                            |
| 2018      | I Am the Doorway                                                                         | Dal racconto Io sono la porta della raccolta A volte ritornano                                    | Cortometraggio                                            |
| 2018      | Mute                                                                                     | Dal racconto Muto della raccolta Al crepuscolo                                                    |                                                           |
| 2018      | The Woman in the Room                                                                    | Dal racconto La donna nella stanza della raccolta A volte ritornano                               | Cortometraggio                                            |
| 2018      | Rest Area                                                                                | Dal racconto Area di sosta della raccolta Al crepuscolo                                           | Cortometraggio                                            |
| 2018      | The Man Who Loved Flowers                                                                | Dal racconto L'uomo che amava i fiori della raccolta A volte ritornano                            | Cortometraggio                                            |
| 2018      | She Burns in Hell: Accounts from Chamberlain, Maine                                      | Dal romanzo Carrie                                                                                | Cortometraggio                                            |
| 2018      | Beachworld                                                                               | Dal racconto Sabbiature della raccolta Scheletri                                                  | Cortometraggio                                            |
| 2018      | Redrum                                                                                   | Dal romanzo Shining                                                                               |                                                           |
| 2018      | Rest Stop                                                                                | Dal racconto Area di sosta della raccolta Al crepuscolo                                           | Cortometraggio                                            |
| 2018      | Restare                                                                                  | Dal racconto Area di sosta della raccolta Al crepuscolo                                           | Cortometraggio                                            |
| 2018      | Mute                                                                                     | Dal racconto Muto della raccolta Al crepuscolo                                                    | Cortometraggio                                            |
| 2018-2019 | Castle Rock (Castle Rock)                                                                | Nessuno                                                                                           | Serie televisiva                                          |
| 2019      | I Am the Doorway                                                                         | Dal racconto Io sono la porta della raccolta A volte ritornano                                    | Cortometraggio                                            |
| 2019      | Pet Sematary (Pet Sematary)                                                              | Dal romanzo Pet Sematary                                                                          |                                                           |
| 2019      | Into the Night                                                                           | Dal racconto Il bicchiere della staffa della raccolta A volte ritornano                           | Cortometraggio                                            |
| 2019      | Rest Stop.                                                                               | Dal racconto Area di sosta della raccolta Al crepuscolo                                           | Cortometraggio                                            |
| 2019      | A Very Tight Place                                                                       | Dal racconto Alle strette della raccolta Al crepuscolo                                            | Cortometraggio                                            |
| 2019      | L'homme qui aimait les fleurs                                                            | Dal racconto L'uomo che amava i fiori della raccolta A volte ritornano                            | Cortometraggio                                            |
| 2019      | Stumm                                                                                    | Dal racconto Muto della raccolta Al crepuscolo                                                    | Cortometraggio                                            |
| 2019      | The Tale of Timmy Baterman                                                               | Dal romanzo Pet Sematary                                                                          | Cortometraggio                                            |
| 2019      | It - The Animated Series                                                                 | Dal romanzo It                                                                                    | Miniserie televisiva d'animazione                         |
| 2019      | Willa                                                                                    | Dal racconto Willa della raccolta Al crepuscolo                                                   | Cortometraggio                                            |
| 2019      | It - Capitolo due (It: Chapter Two)                                                      | Dal romanzo It                                                                                    | Sequel del film It                                        |
| 2019      | Beachworld                                                                               | Dal racconto Sabbiature della raccolta Scheletri                                                  | Cortometraggio                                            |
| 2019      | Jac Kessler's Popsy                                                                      | Dal racconto Popsy della raccolta Incubi & deliri                                                 | Cortometraggio                                            |
| 2019      | Uncle Otto's Truck                                                                       | Dal racconto Il camion dello zio Otto della raccolta Scheletri                                    | Cortometraggio                                            |
| 2019      | Nell'erba alta (In the Tall Grass)                                                       | Dal racconto Nell'erba alta                                                                       |                                                           |
| 2019      | All That You Love Will Be Carried Away                                                   | Dal racconto Tutto ciò che ami ti sarà portato via della raccolta Tutto è fatidico                | Cortometraggio                                            |
| 2019      | Rainy Season                                                                             | Dal racconto La stagione delle piogge della raccolta Incubi & deliri                              | Cortometraggio                                            |
| 2019      | A Tale of the Laundry Game                                                               | Dal racconto Quattroruote: La storia dei bei lavanderini - Lattaio nr. 2 della raccolta Scheletri | Cortometraggio                                            |
| 2019      | The Doctor's Case                                                                        | Dal racconto Il caso del dottore della raccolta Incubi & deliri                                   |                                                           |
| 2019      | Vinton's Lot                                                                             |                                                                                                   | Cortometraggio                                            |
| 2019      | Doctor Sleep (Doctor Sleep)                                                              | Dal romanzo Doctor Sleep                                                                          |                                                           |
| 2019      | Trapped                                                                                  |                                                                                                   | Cortometraggio                                            |
| 2019      | Rest Stop                                                                                | Dal racconto Area di sosta della raccolta Al crepuscolo                                           | Cortometraggio                                            |
| 2019      | Rest Stop                                                                                | Dal racconto Area di sosta della raccolta Al crepuscolo                                           | Cortometraggio                                            |
| 2019      | Morning Deliveries: Part One                                                             | Dal racconto Consegne mattutine - Lattaio nr. 1 della raccolta Scheletri                          | Cortometraggio                                            |
| 2019      | Here There Be Tygers                                                                     | Dal racconto Tigri! della raccolta Scheletri                                                      | Cortometraggio                                            |
| 2019-2020 | Creepshow                                                                                | [ 5 ]                                                                                             | Serie televisiva                                          |
| 2020      | I Am the Doorway                                                                         | Dal racconto Io sono la porta della raccolta A volte ritornano                                    | Cortometraggio                                            |
| 2020      | Stationary Bike                                                                          | Dal racconto Cyclette della raccolta Al crepuscolo                                                | Cortometraggio                                            |
| 2020      | In the Deathroom                                                                         | Dal racconto La camera della morte della raccolta Tutto è fatidico                                | Cortometraggio                                            |
| 2020      | The Outsider                                                                             | Dal romanzo The Outsider                                                                          | Miniserie televisiva                                      |
| 2020      | The Outsider                                                                             | Dal romanzo The Outsider                                                                          | Cortometraggio                                            |
| 2020      | Creepshow Animated Special                                                               |                                                                                                   | Special TV                                                |
| 2020      | One for the Road                                                                         | Dal racconto Il bicchiere della staffa della raccolta A volte ritornano                           | Cortometraggio                                            |
| 2020-2021 | The Stand                                                                                | Dal romanzo L'ombra dello scorpione                                                               | Serie televisiva                                          |
| 2021      | La storia di Lisey                                                                       | Dal romanzo La storia di Lisey                                                                    | Miniserie televisiva                                      |
| 2021      | Chapelwaite                                                                              | Dal racconto Jerusalem's Lot della raccolta A volte ritornano                                     | Miniserie televisiva                                      |
| 2022      | Firestarter                                                                              | Dal romanzo L'incendiaria                                                                         |                                                           |
| 2022      | Mr. Harringan's Phone                                                                    | Dal racconto Il telefono del Signor Harrigan della raccolta Se scorre il sangue                   |                                                           |
| 2023      | The Boogeyman                                                                            | Dal racconto Il baubau della raccolta A volte ritornano                                           |                                                           |
| 2023      | Cimitero vivente - Le origini                                                            | Nessuno                                                                                           | Prequel di Pet Sematary                                   |
| 2024      | Le notti di Salem                                                                        | Dal romanzo Le notti di Salem                                                                     |                                                           |
| 2024      | The Life of Chuck                                                                        | Dal racconto La vita di Chuck della raccolta Se scorre il sangue                                  |                                                           |
| 2025      | The Monkey                                                                               | Dal racconto La scimmia della raccolta Scheletri                                                  |                                                           |
| 2025      | The Long Walk                                                                            | Dal romanzo La lunga marcia                                                                       |                                                           |
| 2025      | The Running Man (film 2025)                                                              | Dal romanzo L'uomo in fuga                                                                        |                                                           |